# Géza Szávai

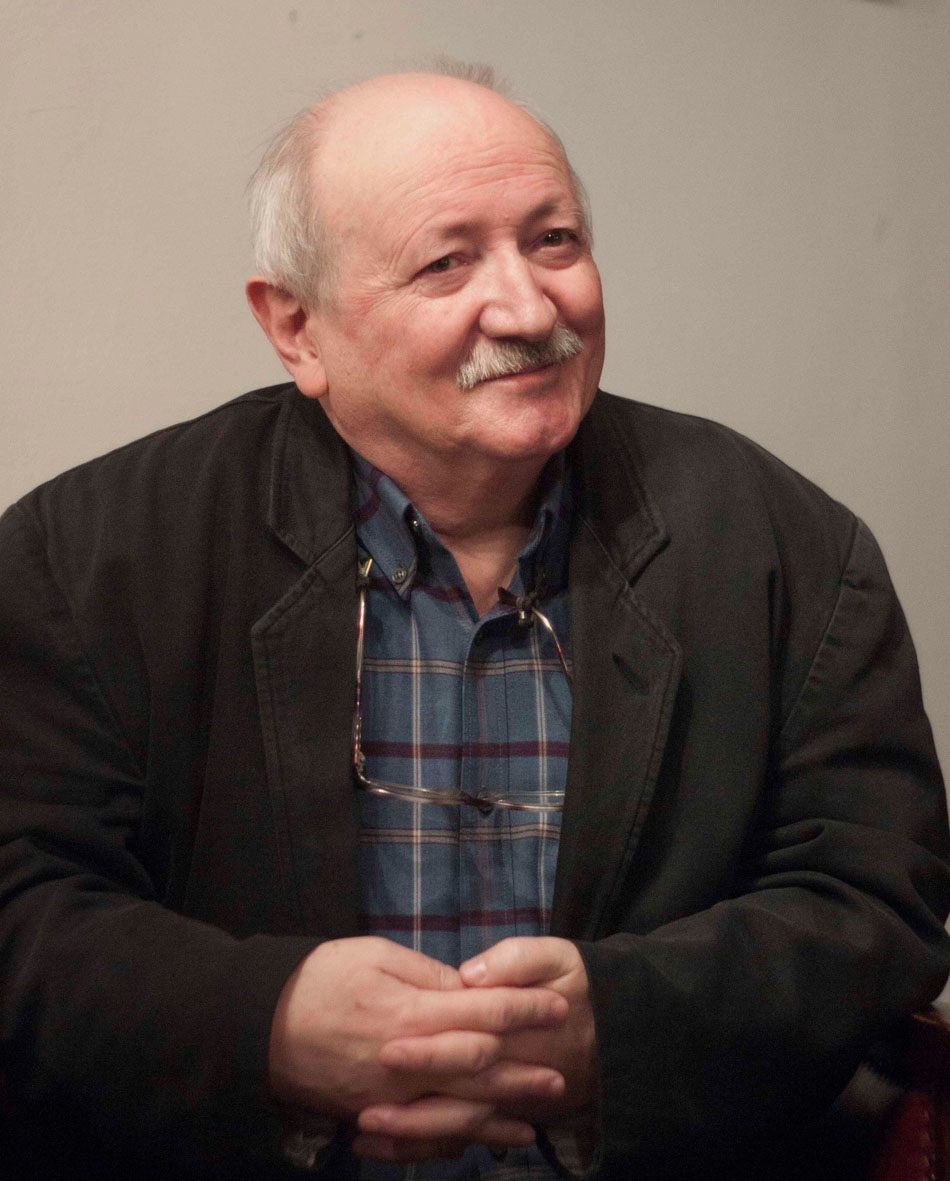

Géza Szávai est un romancier hongrois, né le 4 décembre 1950 en Pays sicule (Roumanie).

## Biographie
Après ses études universitaires, il est professeur pendant une courte période, puis devient journaliste et éditeur. Depuis 1988, il vit à Budapest. En 1994, il fonde la maison d'édition Pont, qui publie des livres et des revues en plusieurs langues. Il est l’initiateur du programme international Conflux (l'opposé du conflit !) avec des partenaires d’Europe et d’outre-mer (écrivains, traducteurs). Szávai écrit des romans et des essais. Son livre le plus connu, La Jérusalem Sicule, est un poignant roman-essai qui réunit documents historiques, souvenirs, réflexions et confessions personnelles sur l’histoire tragique des Sicules convertis au judaïsme, devenus – d’après leur propre expression – des « Juifs dans leur âme ».
Múlt évezred Marienbadban (« Le Millénaire dernier à Marienbad »), roman considéré par la critique comme : « un grand roman contre l’oubli » et « monumental », reflète les crises individuelles et collectives de la Hongrie post-communiste. L’action du roman Aletta bárkája (« L’Arche d’Aletta ») se passe au Japon, pays qui, après le massacre des Chrétiens, s’est isolé du reste du monde pour deux siècles.
Fasciné par les possibilités de la diversité, Szávai affirme que chacun de ses romans appartient à un genre épique spécifique. En sa conception, même quelques pages de narration, inspirées et bien conçues, peuvent produire le même effet qu’un grand roman.
Dans sa série Grands Romans et petits romans, l’auteur met en œuvre une technique unique. Le premier volume de la série, Valaki átment a havon (« En passant sur le champ enneigé ») est paru en 2008. Lors d’un interview sur son œuvre, à la parution du roman Csodálatos országokba hoztalak (« Je t’ai fait passer par des pays de miracle », 2013), l’auteur observe : « l’expression “la musique du monde” (world music) est très à la mode dans toutes les langues. Moi, pour ma part, j'écris des “romans du monde” (world novels). Et je suis sûr que les romans du monde actuel se déroulent, en ce moment même, dans les profondeurs inconnues de nos êtres. On s’entremêle. Faire ressortir à la surface les romans de notre monde – c’est ça ma mission ». En ce qui concerne l'usage du mot « miracle », l’auteur reconnaît : « Il y a, bien sûr, beaucoup d’auto-ironie et une ombre d’amertume dans le sens que je donne à ce mot – miracle – et pourtant je l’emploie toujours avec un sérieux passionné ».

## Œuvres

### Romans
- Kivégezzük nagyapádat (« Nous exécuterons votre grand-père »), 1974
- Séta gramofonzenére (« Promenade au son du gramophone »), 1985
- Oszlik a bál. Utójáték. (« La danse commence. Postlude. »), 1986
- Utóvéd (« Postpayé »), 1987
- A megfigyelő (« L'observateur »), 1987
- Ki látott minket meztelenül? (« Qui nous a vus nus ? »), 1998
- La Jérusalem Sicule, Pont editions, 2011 ((hu) Székely Jeruzsálem, 2000), trad. Georges Kassai et Gilles Bellamy
- Aletta bárkája (« L'Arche d'Aletta »), 2006
- Valaki átment a havon – Kisregények és nagyregények (« Quelqu'un a traversé la neige - Nouvelles et romans »), 2008
- Múlt évezred Marienbadban (« Le millénaire passé à Marienbad »), 2009
- Csodálatos országokba hoztalak (« Je t'ai emmené dans des pays merveilleux »), 2013
- Makámaszútra – Kisregények és nagyregények az ideiglenes emberi érintkezések zónájából (« Macamas Journey - Fictions courtes et longues de la zone de contact humain temporaire »), 2016
- A lábnyomok. Történetlánc (« Les empreintes. Une chaîne d'histoires »), 2017

### Collections d’essais
- Helyzettudat és irodalom (« Sentiment d'appartenance et littérature »), 1980
- Lánc, lánc, Eszterlánc – Vázlat a gyermek világáról (« Chaîne, chaîne, chaîne d'ester - Une esquisse du monde de l'enfant »), 1983
- A hazugság forradalma – A kisgyermek és a valóság (« La révolution du mensonge - Le petit enfant et la réalité »), 1996
- Ribizlikávé –A nyelvés a vers születése (« Café de raisin de Corinthe - La naissance du langage et de la poésie »), 2009
- Láss csodát – A rajzoló kisgyermek lélektana (« Voir le miracle - La psychologie de l'enfant dessinateur »), 2010
- Torzmagyar, 2004
- Szavak a csúcson (« Mots en haut de page »), 2009

### Recueils de contes pour enfants
- A Zöld Sivatag vőlegénye (Le marié du désert vert), 1981
- Burgum Bélus, a mesterdetektív (« Burgum Bélus, le maître détective »). Série de sept volumes de contes pour les enfants. Quatre volumes sont déjà publiés :

1. Burgum Bélus, a mesterdetektív (Burgum Bélus, le maître détective), 1985
2. Égi elefántok, avagy B.B. nyomozásai a világűrben (« Les éléphants du ciel, ou les enquêtes de B.B. dans l'espace »), 1995
3. A rettenthetetlen vizimedve, avagy B.B. nyomozásai az óceánban (« L'intrépide casse-cou aquatique, ou les enquêtes de B.B. sur l'océan »), 2010
4. Burgum Bélus az Ezeregyéjben (« Burgum Bélus dans les Mille et Une Nuits »), 2010

## Distinctions
- 1990 : Prix Új Forrás díj

- 2001 : Prix Tibor-Déry

- 2014 : Prix de la Fondation Genevoise Pro Transylvania Bilingua, Genève, Suisse[8]

- 2019 : Prix János Arany